# Moulismes

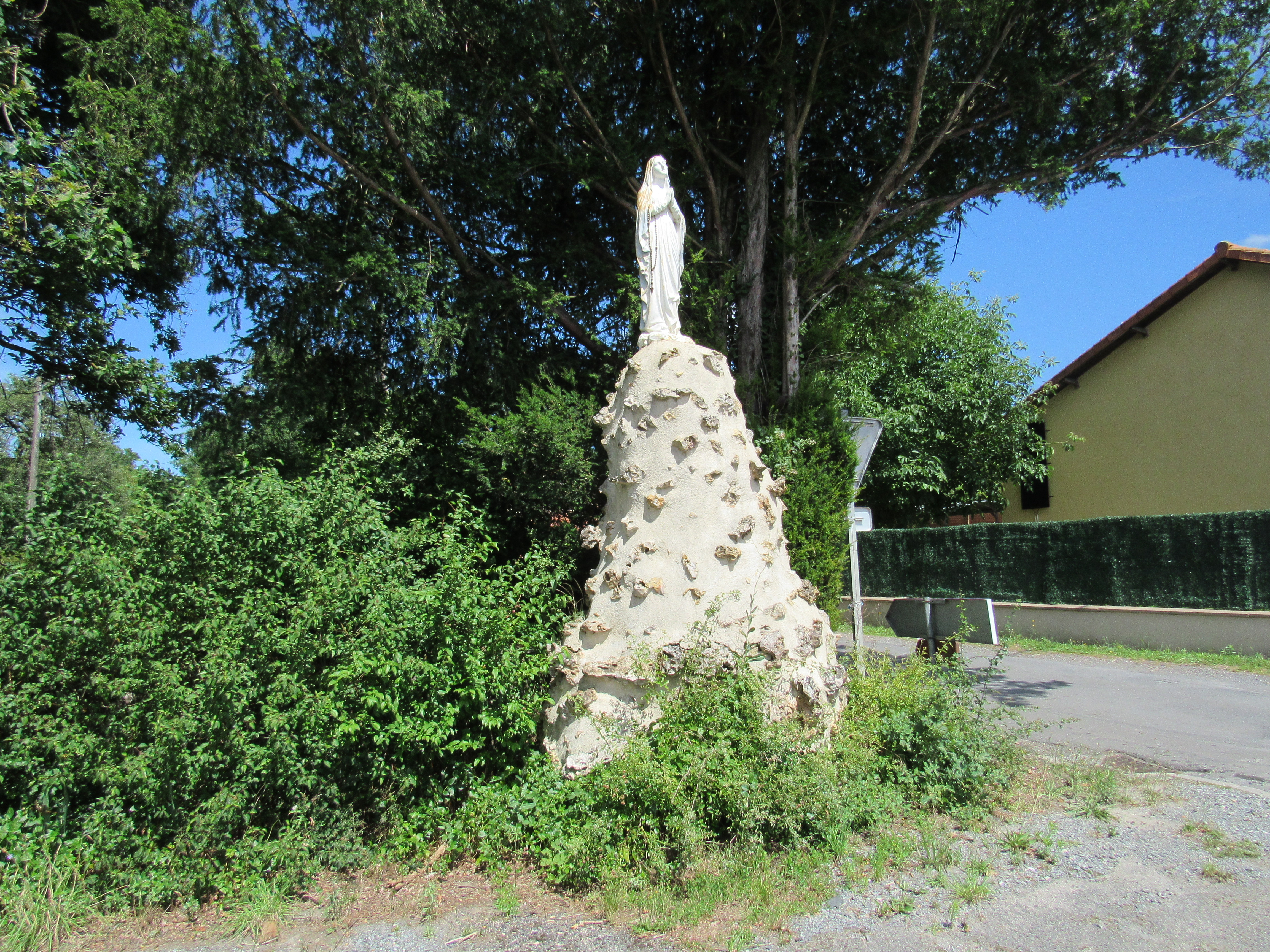
Notre-Dame de Lourdes in Moulismes

Moulismes ist eine französische Gemeinde mit 361 Einwohnern (Stand: 1. Januar 2022) im Département Vienne in der Region Nouvelle-Aquitaine; sie ist Teil des Arrondissements Montmorillon und des Kantons Montmorillon.

## Geografie
Moulismes liegt etwa 45 Kilometer südöstlich von Poitiers am Fluss Petite Blourde. Umgeben wird Moulismes von den Nachbargemeinden Saulgé im Norden und Nordosten, Plaisance im Osten, Adriers im Süden sowie Persac im Westen.
Durch die Gemeinde führt die Route nationale 147.

## Bevölkerungsentwicklung
| Jahr                      | 1962 | 1968 | 1975 | 1982 | 1990 | 1999 | 2006 | 2013 |
| Einwohner                 | 523  | 526  | 517  | 488  | 434  | 397  | 406  | 390  |
| Quelle: Cassini und INSEE |      |      |      |      |      |      |      |      |